# 膝蓋前滑液包炎

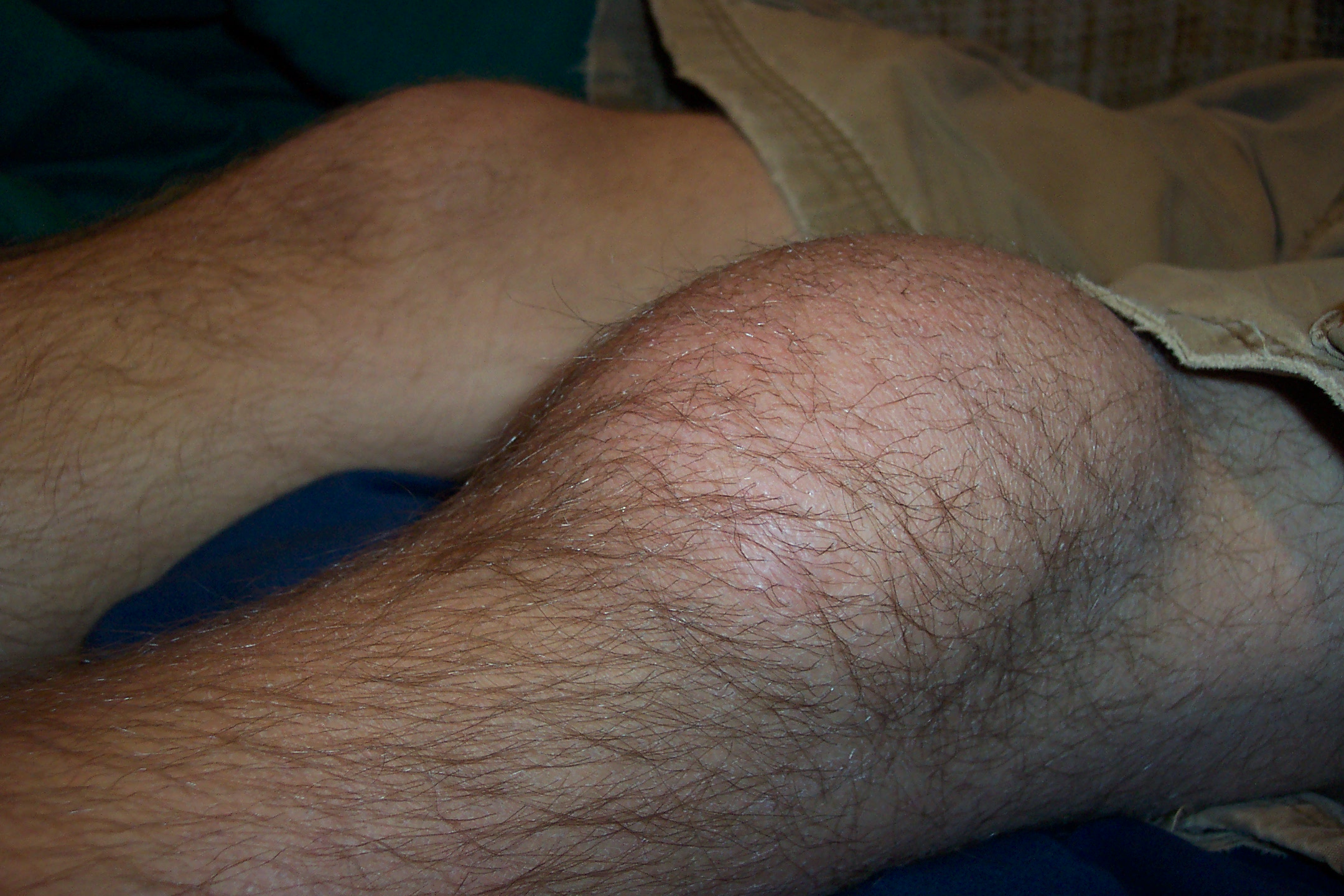
細菌性ではない膝蓋前滑液包炎

膝蓋前滑液包炎（しつがいぜんかつえきほうえん、Prepatellar bursitis）または膝蓋粘液腫（しつがいねんえきしゅ）とは、膝蓋骨（膝の皿）上に腫れと痛みを生じる疾患である。通称女中ひざ（housemaid's knee）。膝蓋前滑液包の炎症によって惹き起こされる。膝蓋前滑液包とは滑膜を伴う滑液包の一種で、皮膚と膝蓋骨の間に位置する組織である。この滑液包は機械的な応力や摩擦の結果として乳幼児期のうちだけ発達し、以後は摩擦を軽減したり膝関節の可動範囲を最大にするために働く。細菌性ではない膝蓋前滑液包炎は、膝を曲げた姿勢を頻繁に取ることによって起きる。そのため「女中ひざ」の別名がある。
膝蓋前滑液包炎は女性よりも男性に多く見られる。ふつう細菌性ではないが、細菌の感染による場合もある。後者が見られるのは、ほとんどが子供か免疫力の弱った人である。

## 治療法
通常、細菌性でない膝蓋前滑液包炎は控えめに治療されるが、症状が重い場合は非ステロイド性抗炎症薬が経口投与されるか非ステロイド性抗炎症薬が注射される（感染症の可能性が完全に否定されている時に限る）。外科手術が必要になることも稀にある。急性の滑液包炎は、気づかずにいたり放置していたりすると慢性的なものになりうる。